# Claus Killing-Günkel
Claus Killing-Günkel (geb. Günkel; * 9. Oktober 1963 in Eschweiler) ist ein deutscher Lehrer und Interlinguist.

## Leben
Er besuchte das Städtische Gymnasium Eschweiler. Von 1982 bis 1992 hat er Mathematik, Informatik und Französisch an der RWTH Aachen und der Universität Paderborn studiert. An letzterer war er 1993 und 1994 Lehrbeauftragter im Fachbereich Erziehungswissenschaften. Seit 1997 arbeitet er als Lehrer, von 1999 bis 2024 am Nell-Breuning-Berufskolleg Rhöndorf und seit August 2024 am Vinzenz-von-Paul-Berufskolleg im Vinzenz-Heim Aachen. Er ist ferner Stadtführer und war bis 2012 Vorstandsmitglied des Eschweiler Geschichtsvereins und des Förderervereins Nothberger Burg. Er hat zwei Kinder und lebt zurzeit in Köln; seit 2010 heißt er Killing-Günkel.

## Tätigkeit im Zusammenhang mit Esperanto und Interlingua
Killing-Günkel hat in der Esperanto-Bewegung Publikationen betreut, internationale Treffen organisiert und eine Esperanto-Jugendgruppe in Eschweiler gegründet. Esperanto lernt er 1981 in einer Arbeitsgemeinschaft.
Er ist Esperantologe, Mitglied in der „Gesellschaft für Interlinguistik“ (GIL) und des Wissenschaftlerkollegiums der Internationalen Akademie der Wissenschaften San Marino (AIS) sowie Lektor für Mathematik der internationalen Scienca Revuo. Für das Esperanto-Referenzwerk Plena Ilustrita Vortaro 2002 ist er Kontrollleser sowie Autor und Redakteur der Bereiche Geodäsie, Topographie, Tabuwörter, Kochkunst und Wissenschaften <ISBN 2-9502432-5-8>. Für die GIL hat er das Gesamtverzeichnis aller 100 Hefte der Interlinguistischen Informationen erstellt.
Sein Tätigkeitsbereich innerhalb der Esperantologie umfasst Lexikologie, Etymologie, Esperantoableger (so genannte Esperantiden) und Sprachpropädeutik im Rahmen Kybernetischer Pädagogik. Erste Klassifizierungen der Esperantiden erfolgten von ihm. Er hat zu diversen Nachschlagewerken und Hilfsmitteln des Esperanto beigetragen, unter anderem zum Plena Ilustrita Vortaro von 1995.
Seit November 2018 beschäftigt Killing-Günkel sich intensiv mit der im Gegensatz zu Esperanto naturalistischen Plansprache Interlingua.

## Eigene Projekte
Auf der 20. Jahrestagung der Gesellschaft für Interlinguistik stellte Killing-Günkel im November 2010 in Berlin sein Sprachprojekt Cliiuy vor; und auf der 34. Jahrestagung im November 2024 veröffentlichte der in Berlin sein Plansprachprojekt Atlamak vor internationalem Publikum.

## Schriften
Esperantologische Veröffentlichungen
- Gunkela Vortaro. 1991. 4. Auflage 2002. Esperanto-Neologismenwörterbuch mit 1764 Einträgen. Selbstverlag.
- Vortaro Volapuko-Esperanto Esperanto-Volapuko kun etimologiaj rimarkoj. 1996.
- NOVO, Nova Provo: 7 jaroj kaj 11 numeroj – provo bilanci sen saldi. In: De A al B. Festlibro por André Albault. 2002, ISBN 3-932807-09-X.

Sprachkybernetische Veröffentlichungen
- Zur optimalen Dauer des Sprachorientierungsunterrichts (SpOU). In: Grundlagenstudien aus Kybernetik und Geisteswissenschaft. Band 35, Heft 2, 1994. ISSN 0723-4899
- mit Huang Yani: Transferefiko de ILo sur la anglan depende de la gepatra lingvo – konkrete okaze de la ĉina, germana kaj franca. In: Grundlagenstudien aus Kybernetik und Geisteswissenschaft. Band 41, Heft 3, 2000. ISSN 0723-4899

Vorträge zu Interlinguistik, Esperanto und Interlingua
- Sprachkybernetische Axiomatisierung und Berechnung von Lernerfolg, Berlin 2002[8]
- Cliiuy – wie ich eine Sprache erfand, Berlin 2010[9]
- Sprachschöpfung in der Algebra unter besonderer Berücksichtigung der Koniologie, Berlin 2013[10]
- Interlingua, Esperanto und Mathematik, Berlin 2019[11]
- Mathematik und Regel 15, Berlin 2020[12]

Belletristik
- Poemete poeteme. 2. Auflage. 1989. Ein Gedicht hieraus wurde später vertont und auf CD veröffentlicht.
- Science-Fiction-Kurzgeschichten Ondoj, Letero el la jaro 2612 und Kredo. In: Sferoj – Sciencfikcio kaj Fantasto. Bände 8 u. 10, 1993. ISBN 84-604-6592-6.

Lokalgeschichte Eschweilers
- Eschweiler Archäologie- und Römer-Lexikon in: Schriftenreihe des Eschweiler Geschichtsvereins, Heft 23 (2004), S. 152–174
- mit Martin Thull: Tour 8: Spröde Schöne an der Inde in: Schrittweise 2 – Geschichte(n) zu Fuß erleben, Aachen 2010